# Universidade Estadual Sholem Aleichem Amur

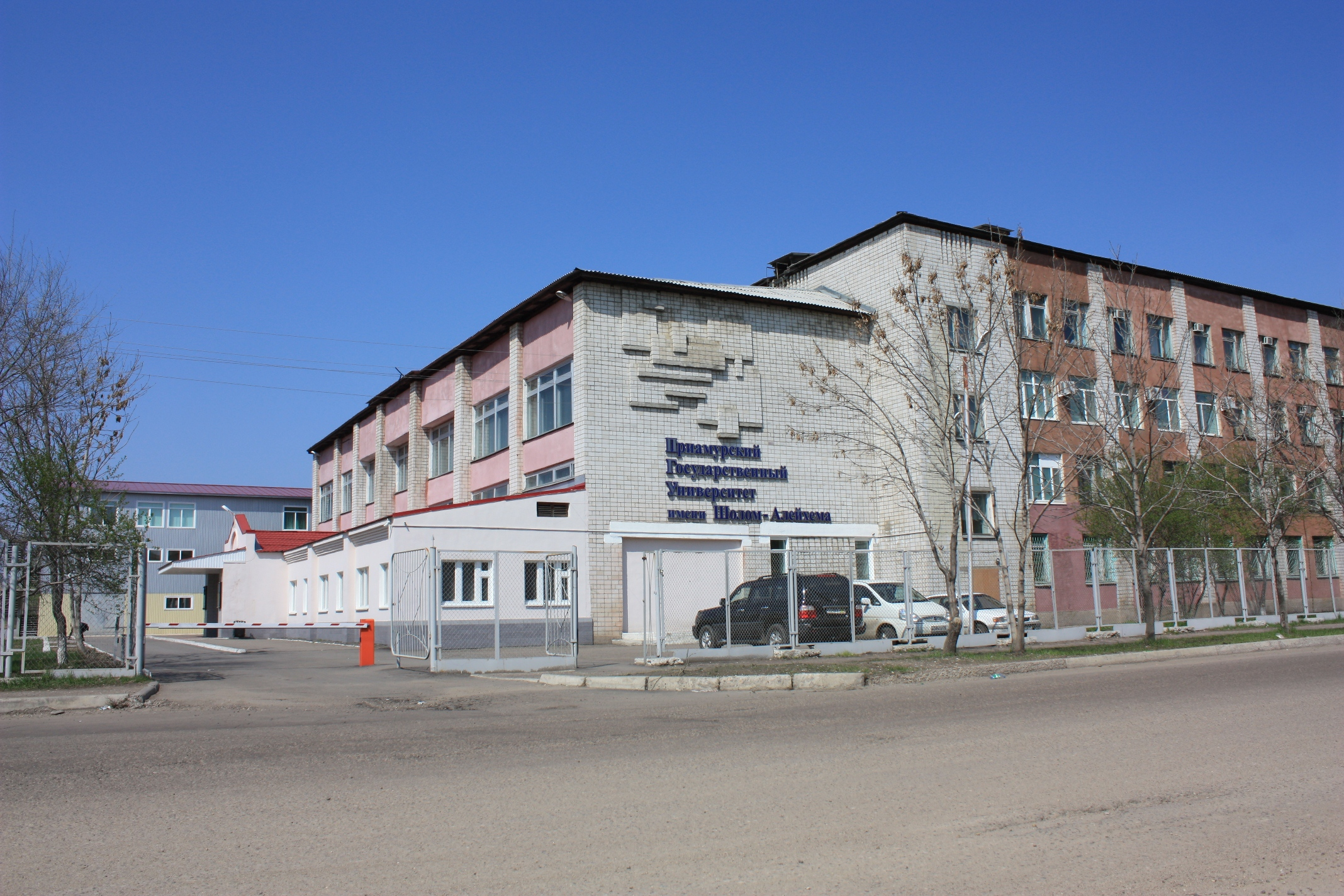
Universidade Estadual Sholem Aleichem Amur

Universidade Estadual Sholem Aleichem Amur ( em russo:  Приамурский государственный университет имени Шолом-Алейхема ), anteriormente Instituto Pedagógico do Estado de Birobidzhan, é uma universidade na Rússia. Esta é a única universidade sediada no Oblast Autônomo Judeu. Seu nome vem do escritor judeu-russo Sholem Aleichem.

## Visão geral
A universidade trabalha em cooperação com a comunidade judaica local de Birobidzhan e a Sinagoga de Birobidzhan. É único no Extremo Oriente russo . A base dos cursos de treinamento é o estudo da língua hebraica, história e textos judaicos clássicos.
Nos últimos anos, o Oblast Autônomo Judeu aumentou o interesse em suas raízes judaicas. Os alunos estudam hebraico e ídiche na escola judaica e na Universidade Nacional Judaica de Birobidzhan. Em 1989, o Jewish Center fundou uma escola dominical, onde as crianças podem estudar ídiche, aprender dança folclórica judaica e história de Israel. O governo israelense ajuda a financiar esse programa.

Em 2007, o primeiro Programa Internacional de Verão Birobidzhan para Língua e Cultura Iídiche foi lançado por Boris Kotlerman, professor de estudos em ídiche na Universidade Bar-Ilan. O iídiche ainda é a segunda língua oficial da região depois do russo, embora seja falado apenas por um punhado de 4.000 judeus restantes. Este programa inclui uma oficina na vila de Valdgeym e sua herança iídiche.  